# Famille Millin de Grandmaison
Pour les articles homonymes, voir Millin et Grandmaison.
La famille Millin de Grandmaison est une famille d'ancienne bourgeoisie française, dont un rameau est subsistant, originaire du Nivernais. 

## Histoire
La famille d'ancienne bourgeoisie originaire du Nivernais, occupant, dès le XVIIe siècle, des charges de judicature, au grenier à sel et au bailliage.
Un membre vote en 1789 dans la vicomté de Paris. 
L'un d'eux devient chevalier de l'Empire, en 1808,. Une ordonnance royale du 6 mai 1826 (sans L.P.) anobli et autorise un majorat au titre de baron,.
La branche aînée s'éteint avec Raoul Millin de Grandmaison (1848-1889), 2e baron,. Les porteurs du nom actuels descendent d'un rameau cadet, issus d'un cousin germain du dernier titulaire,,.

## Personnalités
- Aubin-Louis Millin de Grandmaison (1759-1818) érudit, naturaliste et bibliothécaire français.
- Georges de Grandmaison (1865-1943), homme politique français.
- Robert Millin de Grandmaison (1896-1982), fils du précédent, homme politique français.

## Armoiries
Les armes de la branche de Gandmaison et de Chambelaine se blasonnent ainsi : D'azur au chevron d'or accompagné en chef de deux étoiles d'argent et en pointe d’un croissant du mesme.,